# 破六韓常
破六韓常（？—？），又作破落韩常，复姓破六韓氏，字保年，附化郡（今山西省晋中市寿阳县）人，北魏、东魏、北齐官员。

## 生平
破六韩常是匈奴单于的后裔，当初呼厨泉入朝廷朝见，被曹操留下，呼厨泉派遣叔叔右贤王去卑监管南匈奴的民户。拓跋部兴起后，率领部落南下，去卑派遣弟弟右谷蠡王潘六奚率领军队向北防御。潘六奚的军队失败，潘六奚和五个儿子都陷落于拓跋部中，他的子孙以潘六奚为姓氏，后人讹误，以为破六韩氏。破六韩常家族世代统领部落，父亲破六韩孔雀世袭领民酋长，年少骁勇。当时破六韩孔雀的族人破六韩拔陵叛乱，任命破六韩孔雀为大都督、司徒、平南王。破六韩孔雀率领部下一万人向尔朱荣投降，皇帝诏令加破六韩孔雀平北将军、第一领民酋长，封永安县侯，后去世。
破六韩常是破六韩孔雀的小儿子，沉稳机敏有胆略，善于骑马射箭，多次升任平西将军。尔朱荣死后，破六韩常归附河西。高欢在信都起兵后，破六韩常出任附化郡太守。永熙三年（534年）十二月，纥豆陵步蕃与破六韩常在秀容郡大败尔朱兆。天平三年五月（536年），秦州刺史万俟普与儿子太宰万俟洛、豳州刺史叱干宝乐、右卫将军破六韩常以及都督将领三百多人率领部落投奔东魏，宇文泰率领轻装骑兵追赶，到了黄河以北一千多里，没追上后返回。六月甲午（536年7月28日），破六韩常等人到达东魏。高欢嘉奖破六韩常，任命为武卫将军。破六韩常与各位将军征讨，又跟随高欢进攻各路贼寇，屡次升任车骑大将军、开府，封平阳公，又出任洛州刺史。破六韩常曾经启奏高澄说：“我自从镇守河阳以来，多次出关口、太谷二道，北荆以北，洛州以南，所有要害之地，都很熟悉。而太谷南口距荆道路超过一百里，经过赤工坂，是贼人东西来往的大道，中间空缺一百五十里，贼人的粮食和军饷只能经过此路。我认为在那里选择险要之地，建造城堡，安置军队，阻止他们从远方回来，自然不能再有粮食和军饷的运送。”高澄采纳了破六韩常的计策，派遣大司马斛律金等人建造了杨志镇、百家镇、呼延镇三镇。北齐接受禅让后，破六韩常封广川县公，任期满后回到晋阳，出任太保、沧州刺史，去世。朝廷赠予尚书令、司徒公、太傅、第一领民酋长，假王，谥号忠武。
皇建元年十一月庚申（560年12月15日），齐孝昭帝高演诏令将破六韩常等三人合祭于齐文宣帝高洋的宗庙之中。天统四年春正月壬子（568年2月29日），太上皇高演诏令将破六韩常在内的十人合祭于齐神武帝高欢的宗庙之中。

## 延伸阅读
[在维基数据编辑]
 《北齊書/卷27》，出自李百药《北齊書》
 《北史·卷053》，出自李延壽《北史》